# Мильчаков, Алексей Иванович
Алексей Иванович Мильчако́в (19 февраля (4 марта) 1900 — 2 июня 1966) — советский поэт, поэт-фронтовик, писатель, редактор. Участник Гражданской и Великой Отечественной войн. Ответственный редактор альманаха «Кировская новь».

## Биография
Родился в Вятке 19 февраля (по старому стилю) 1900 года в семье железнодорожника. В семье — шестеро детей. В 1916 году окончил городское техническое училище, работал телеграфистом. Принимал участие в Гражданской войне. В 1919 году ушёл добровольцем на Южный фронт. В Вятку вернулся из Севастополя в 1922 году.
Совмещая работу с учёбой, окончил среднюю школу, а в 1933 году — Вятский пединститут. В 1930-х годах Мильчаков работал в областной библиотеке им. Герцена, заведовал отделом книгохранения. Входил в литобъединение «Зелёная улица», созданное в 1926 году: в состав входили В. Заболотский, М. Решетников, С. Шихов, Н. Васенёв, И. Франчески, К. Дрягин, К. Алтайский (Королёв) и др. Был выпущен сборник «Цветы панелей», посвящённый беспризорным детям. 4 января 1926 года литобъединение «Зелёная улица» провело вечер памяти Сергея Есенина в городском театре, после чего объединение было распущено горкомом ВКП(б), «за взгляды, ориентирующие молодежь на поэзию Есенина и Клюева» и «за написание упаднических „богемских“ стихов». В 1938 году А. И. Мильчаков фигурировал в деле «Литературной группы», сфальсифицированном работниками управления Комитета государственной безопасности СССР по Кировской области.

Из допроса М. Решетникова:
Собирались у Б. Дьякова — я, Алдан, Лубнин, Мильчаков, Заболотский. Пили вино, играли в карты. Мильчаков в карты не играл. Алдан рассказывал о хулиганских похождениях своего друга П. Васильева…
В 1941 году Алексей Мильчаков ушёл на фронт. С 1941 до апреля 1944 года поэт находился в действующей армии. После тяжёлого ранения и пребывания в госпитале возвратился в Киров в 1944 году. Был назначен директором областного книжного издательства.
Умер 2 июня 1966 года в Кирове.

## Творчество
Первые стихи поэта были опубликованы в 1926 году. Он автор книг «Друзьям» (совместно с В. Колобовым и В. Заболотским, 1946 г.), «Во имя жизни» (1954), «Стеклянная капель» (1958), «Грозы и травы» (1965). Как поэт Алексей Иванович Мильчаков был отмечен И. Сельвинским, С. Михалковым, Ф. Панферовым, а его поэма «Красноармейцы» была опубликована на страницах журнала «Октябрь». Первая книга Мильчакова «Во имя жизни» вышла в 1954 году. Всего Алексей Мильчаков за свою жизнь издал три книги. Последние годы жизни Алексей Иванович работал над романом «Вятские парни». Книга вышла после смерти писателя. Роман «Вятские парни» Алексея Мильчакова стал значительным явлением в вятской литературе.

## Семья
Младший брат Александр Мильчаков (1903—1973) в 1928—1929 годах — Генеральный секретарь ЦК ВЛКСМ; с 1932 по 1938 года — начальник Главного управления Всесоюзного объединения «Цветметзолото». В 1938 году — репрессирован. Осуждён на 15 лет. В 1954 был реабилитирован и восстановлен в партии со стажем с 1919 года. 
Сын — писатель Евгений Мильчаков (1930—2021).

## Память
- В 2001 году вышла книга-исследование о жизни и творчестве А. И. Мильчакова «Грозы и травы»[7].